# Convenzione per la conservazione delle foche antartiche
La Convenzione per la conservazione delle foche antartiche è una convenzione internazionale redatta l'11 febbraio 1972 al termine di una conferenza multilaterale svoltasi a Londra ed entrata in vigore, come parte del Trattato Antartico, a partire dall'11 marzo 1978.
La convenzione si compone di 16 articoli più 7 appendici e le sue lingue ufficiali sono l'inglese (Convention for the Conservation of Antarctic Seals), il francese (Convention pour la protection des phoques de l'Antarctique), lo spagnolo (Convención para la Conservación de Focas Antárticas, CCFA) e il russo (Конвенция о сохранении тюленей Антарктики) (articolo 16).

## Obiettivo della convenzione
L'obiettivo della convenzione è promuovere la protezione, lo studio e la gestione razionale delle foche (focidi) antartiche, mantenendo la popolazione in un equilibrio soddisfacente con il sistema ecologico dell'Antartide.
Le specie protette dalla convenzione sono l'elefante marino del Sud (Mirounga leonina), la foca di Ross (Ommatophoca rossii), le otarie del genere Arctocephalus e, tra il 1º settembre e il 31 gennaio, la foca di Weddell (Leptonychotes weddellii). Per quanto riguarda la foca leopardo (Hydrurga leptonyx), la foca mangiagranchi (Lobodon carcinophagus) e la foca di Weddell (al di fuori delle date sopraccitate), tali specie possono essere cacciate fino a un numero totale di esemplari precedentemente deciso dagli Stati membri della convenzione.

## Stati firmatari della convenzione
La convenzione è stata aperta alla firma dal 1º giugno al 31 dicembre 1972 per gli Stati che avevano partecipato alla Conferenza sulla protezione delle foche antartiche tenutasi a Londra tra il 3 e l'11 febbraio 1972. In tutto i firmatari furono 12, 11 dei quali (tutti tranne la Nuova Zelanda) ratificarono o accettarono in seguito la convenzione, con il Regno Unito che fu nominato depositario degli strumenti di ratifica o di accettazione. Secondo quanto stabilito, la convenzione è entrata in vigore il trentesimo giorno successivo al deposito del settimo strumento di ratifica o di accettazione, ossia l'11 marzo 1978, dopo la ratifica del Belgio, avvenuta il 9 febbraio 1978. Il 12 aprile 1978, in conformità con l'articolo 102 dello Statuto delle Nazioni Unite, il Regno Unito registrò quindi la convenzione presso il Segretariato delle Nazioni Unite. La convenzione prevede anche la possibilità, per gli Stati che non l'hanno firmata, di aderirvi su invito degli Stati firmatari, così, al 2020, il totale dei Paesi aderenti è salito a 16:
| Stato | Firma della convenzione | Deposito degli strumenti di ratifica, di accettazione o di adesione | Ratifica, accettazione o adesione | Obiezioni | Dichiarazioni o riserve | Data di entrata in vigore |
| --- | ----------------------- | ------------------------------------------------------------------- | --------------------------------- | --------- | ----------------------- | ------------------------- |
| Argentina | 9 giugno 1972           | 7 marzo 1978                                                        | Ratifica                          |           | Sì                      | 6 aprile 1978             |
| Australia | 5 ottobre 1972          | 1 luglio 1987                                                       | Ratifica                          |           |                         | 31 luglio 1987            |
| Belgio | 9 giugno 1972           | 9 febbraio 1978                                                     | Ratifica                          |           |                         | 11 marzo 1978             |
| Brasile |                         | 11 febbraio 1991                                                    | Adesione                          |           |                         | 13 marzo 1991             |
| Canada |                         | 4 ottobre 1990                                                      | Adesione                          |           |                         | 3 novembre 1990           |
| Cile | 28 dicembre 1972        | 7 febbraio 1980                                                     | Ratifica                          |           | Sì                      | 8 marzo 1980              |
| Francia | 19 dicembre 1972        | 19 febbraio 1975                                                    | Accettazione                      | Sì        |                         | 11 marzo 1978             |
| Germania |                         | 30 settembre 1987                                                   | Adesione                          |           | Sì                      | 30 ottobre 1987           |
| Giappone | 28 dicembre 1972        | 28 agosto 1980                                                      | Accettazione                      |           |                         | 27 settembre 1980         |
| Italia |                         | 2 aprile 1992                                                       | Adesione                          |           |                         | 2 maggio 1992             |
| Norvegia | 9 giugno 1972           | 10 dicembre 1973                                                    | Ratifica                          |           |                         | 11 marzo 1978             |
| Nuova Zelanda | 9 giugno 1972           | Nessuna ratifica                                                    | Nessuna ratifica                  |           |                         | Non entrato in vigore     |
| Polonia |                         | 15 agosto 1980                                                      | Adesione                          |           |                         | 14 settembre 1980         |
| Regno Unito | 9 giugno 1972           | 10 settembre 1974                                                   | Ratifica                          | Sì        |                         | 11 marzo 1978             |
| Stati Uniti | 28 giugno 1972          | 28 dicembre 1976                                                    | Ratifica                          | Sì        |                         | 11 marzo 1978             |
| Sudafrica | 9 giugno 1972           | 15 agosto 1972                                                      | Ratifica                          |           |                         | 11 marzo 1978             |
| Unione Sovietica. Il 14 gennaio 1992 la Russia dichiarò la sua volontà di proseguire il suo rispetto della convenzione. | 9 giugno 1972           | 8 febbraio 1978                                                     | Ratifica                          | Sì        | Sì                      | 11 marzo 1978             |